# ANSI T1.413 Issue 2
Стандарт ANSI T1.413 определяет требования для одного из типа асимметричной цифровой абонентской линии (Asymmetric Digital Subscriber Line — ADSL) для интерфейсов между телекоммуникационной сетью и оборудованием клиента в части их взаимодействия и электрических характеристик. ADSL-технология позволяет предоставлять услуги голосового диапазона (включая обычные телефонные услуги и передачу данных до 56 кбит/сек) совместно с высокоскоростным обменом данными. В направлении от сети до клиента обеспечивается существенно бо́льшая пропускная способность, чем в обратном направлении.
Телекоммуникационный комитет ANSI создал первую стандартизированную спецификацию ADSL. Она определяет минимальные требования для удовлетворительной работы систем ADSL, использующих дискретный многочастотный метод передачи информации (Discrete Multi-Tone — DMT). DMT делит полезную полосу пропускания стандартных двух проводных медных кабелей, используемых в коммутируемых телефонных сетях общего пользования, на множество отдельных диапазонов называемых несущая, с шириной в 4,3125 кГц каждая.
В прямом канале используется до 254 несущих; каждая из этих 254 несущих содержит модуляцию 15 битов. При скорости в 4000 пакетов в секунду, максимальная теоретическая скорость скачивания у ADSL равна 15,24 Мбит в секунду. Однако, так как данные разделены на пакеты в 255 байтов, максимальная достижимая скорость скачивания равна 8,128 Мбит/с (включая также другие накладные расходы). Оптимизируя кодирование сигнала (а именно кодовые слова Рида-Соломона) возможно поднять максимальную скорость скачивания до 15 Мбит/с.
В обратном канале передачи может использоваться максимум 30 несущих. При скорости в 4000 пакетов в секунду максимальная пропускная способность ADSL будет чуть больше 1,5 Мбит/с.
Чтобы объединить обслуживание коммутируемой телефонной сети общего пользования с высокоскоростным обменом данными, ADSL сигнал разделяется на частотные диапазоны:
- 26—138 кГц — обратный канал,
- 138—1104 кГц — прямой канал, из сети к клиенту.